# Chimaera supapae
Chimaera supapae, comumente conhecida como quimera-tailandesa, é uma quimera (um tipo de peixes aparentado aos tubarões) descoberta ao largo da Tailândia, no mar de Andaman. A espécie foi descrita em 2024.